# Rösträtt för kvinnor

Juninumret 1919 ägnades helt åt kvinnans nyvunna rösträtt.

Rösträtt för kvinnor är en tidskrift som gavs ut av Landsföreningen för kvinnans politiska rösträtt. Tidningen började ges ut 1912 och sista numret kom 1919, det år då riksdagen beslutade om allmän och lika rösträtt för kvinnor och män. Tidskriftens motto var: Vi kunna aldrig göra så mycket för en stor sak som en stor sak kan göra för oss.
Landsföreningen för kvinnans politiska rösträtt  (LKPR) hade sedan den startade 1902 använt Fredrika-Bremer-Förbundets tidskrift Dagny som språkrör. Samarbetet mellan de två föreningarna var emellertid problematiskt; LKPR var emot att redaktionen för Dagny även lät rösträttsmotståndare publicera sig i tidskriften. Samarbetet upphörde 1911 och året efter kom LKPR ut med första numret av tidskriften Rösträtt för kvinnor. 
Tidningens första redaktör var Elisabeth Krey-Lange. Därefter var Ester Brisman redaktör för tidningen 1913—1914 samt ansvarig utgivare åren 1913—1919. De flesta av den svenska kvinnorörelsens mest framträdande personer bidrog med artiklar; Gulli Petrini, Anna Lindhagen, Ellen Key, Lydia Wahlström, Elsa Collin, Karolina Widerström, Anna Bugge-Wicksell, Signe Bergman, med flera.
Åtta år efter att tidskriften startas röstade så riksdagen i maj 1919 för att även kvinnor skulle få rösträtt. Juninumret 1919 ägnades helt åt rösträttsreformen och kvinnans nya ställning som medborgare. Tidskriftens sista nummer utkom i december 1919.